# 土浦ケーブルテレビ
土浦ケーブルテレビ株式会社（つちうらケーブルテレビ）は、茨城県土浦市に本社を置き、ケーブルテレビ（同時再放送、自主放送）と電気通信事業（インターネット接続、IP電話）を主たる業務とし、有線一般放送（ケーブルテレビ局）を運営する一般放送事業者および電気通信事業者である。
JCOM（J:COM）の連結子会社であり、会社および局呼称は「J:COM 茨城」である。

## 沿革
- 1983年（昭和58年）8月5日 - 土浦圏テレビ放送株式会社として設立[注 1]。
- 1992年（平成4年）
  - 4月 - 有線テレビジョン放送施設設置許可取得。
  - 6月 - 商号を土浦ケーブルテレビ株式会社に変更。
- 1993年（平成5年）11月1日 - 開局（愛称：きららテレビ）。
- 1996年（平成8年）- 株式会社ジュピターテレコムが株式取得。同社の連結子会社となる。
- 1999年（平成11年）12月 - 第一種通信事業許可取得。
- 2000年（平成12年）6月 - インターネット接続サービスを開始[注 2]。
- 2003年（平成15年）- 電話サービス「J-COM Phone（現・J:COM PHONE）」提供開始。
- 2011年（平成23年）
  - 6月20日 - 地上放送の暫定的「デジアナ変換」を開始[注 3][注 4]。
  - 7月1日 - プライマリ電話サービス（J:COM PHONE プラス）を開始。
  - 10月27日 - インターネット接続サービス「J:COM NET」のインターネットサービスプロバイダーブランドを『ZAQ』に変更[2]。
- 2015年（平成27年）1月29日 - 地上放送の暫定的「デジアナ変換」を終了。

## 事業所
本社
- 本社（北緯36度5分25.7秒 東経140度11分58.5秒 / 北緯36.090472度 東経140.199583度座標: 北緯36度5分25.7秒 東経140度11分58.5秒 / 北緯36.090472度 東経140.199583度）
  - 茨城県土浦市真鍋1丁目11番12号　延増第1ビル

事務所
- 土浦営業事務所（北緯36度5分25.7秒 東経140度11分58.5秒 / 北緯36.090472度 東経140.199583度）
  - 茨城県土浦市真鍋1丁目11番12号　延増第1ビル（本社内）

## 提供区域内自治体
- 茨城県
  - 石岡市、牛久市、かすみがうら市、常総市、つくばみらい市、土浦市、取手市、守谷市、龍ケ崎市、つくば市
  - 稲敷郡
    - 阿見町、美浦村

  - 北相馬郡
    - 利根町

## 業務内容
- 2019年（平成31年）1月1日現在。

統一サービス
1. J:COM TV（テレビ放送サービス[注 5]）
  1. 双方向機能（STBインターネット接続サービス）
  2. インタラクTV（STBテレビ向け情報サービス）
  3. ナビシェル（STB向けご案内画面サービス）
  4. J:COMオンデマンド（VODサービス）
  5. リモート録画予約（番組録画予約）
  6. ジェイコム マガジン（番組ガイド誌）
  7. J:COMチャンネル（第一コミュニティチャンネル）
  8. J:COMテレビ（第二コミュニティチャンネル）
2. J:COM NET（インターネット接続サービス）
  1. ZAQ（インターネットサービスプロバイダ）
  2. J:COM WiMAX 2+（4G（WiMAX）サービス[注 6]）
3. J:COM PHONE（固定電話（CATV電話）サービス）
  1. J:COM PHONE プラス（VoIP方式（プライマリ電話）サービス）[注 7]）
4. J:COM 電力
5. J:COM MOBILE（4G（LTE）サービス[注 8]）

付加サービス
- J:COM 緊急地震速報

### J:COM TV

#### 地上デジタル放送
- 表中、「伝送方式」欄の『部類』に関しては下記を参照。
  - 「PT」はパススルー方式。
  - 「TM」はトランスモジュレーション方式。
- 表中、『記号』に関しては下記を参照。
  - 「●」は視聴可能。
  - 「×」は視聴不可。
  - 「?」は不明。
- 2020年（令和2年）12月1日現在。

| リ モ コ ン キ \| ID | 放送局              | 三桁 チャンネル | 伝送方式 | 伝送方式 | 備考         |
| リ モ コ ン キ \| ID | 放送局              | 三桁 チャンネル | PT       | TM       | 備考         |
| -------------------- | ------------------- | --------------- | -------- | -------- | ------------ |
| 1                    | NHK総合・水戸       | 011 012         | ●        | ●        |              |
| 1                    | NHK総合・東京       | 011 012         | ●        | ●        | 区域外再放送 |
| 2                    | NHK Eテレ東京       | 021 022 023     | ●        | ●        |              |
| 3                    | チバテレビ          | 031 032 033     | ●        | ●        | 区域外再放送 |
| 3                    | tvk                 | 031 032 033     | ●        | ●        | 区域外再放送 |
| 4                    | 日本テレビ          | 041 042         | ●        | ●        |              |
| 5                    | テレビ朝日          | 051 052 053     | ●        | ●        |              |
| 6                    | TBS                 | 061 062         | ●        | ●        |              |
| 7                    | テレビ東京          | 071 072 073     | ●        | ●        |              |
| 8                    | フジテレビジョン    | 081 082 083     | ●        | ●        |              |
| 9                    | TOKYO MX            | 091 092 093     | ●        | ●        | 区域外再放送 |
| 10                   | J:COMテレビ         | 101 102         | ●        | ×        |              |
| 11                   | J:COMチャンネル茨城 | 111 112 113     | ●        | ●        |              |

備考
テレビ埼玉の区域外再放送は行われていない。

#### FMラジオ
- 2019年（平成31年）1月1日現在。

| MHz  | 放送局      | 備考 |
| ---- | ----------- | ---- |
| 78.0 | BAYFM       |      |
| 78.6 | FM FUJI     |      |
| 80.0 | TOKYO FM    |      |
| 81.3 | J-WAVE      |      |
| 82.5 | NHK東京-FM  |      |
| 83.2 | NHK水戸-FM  |      |
| 84.7 | Fm yokohama |      |
| 85.3 | NACK5       |      |